# 더 퍼스트 퍼지
《더 퍼스트 퍼지》(The First Purge)는 미국에서 제작된 제라드 맥머리 감독의 2018년 액션, 공포, SF, 스릴러 영화이다. 일란 노엘 등이 주연으로 출연하였고 마이클 베이 등이 제작에 참여하였다. 더 퍼지 시리즈 네 번째 작품으로, 시리즈의 주적에 해당하는 "새로운 건국의 아버지들"이 미국에서 정권을 잡고 지지자들의 수적 우세를 점한 뒤 처음으로 숙청(Purge)을 실험했을 때를 보여준다.
이 영화는 미국에서 2018년 7월 24일 유니버설 픽처스에 의해 개봉되었다.

## 출연
- 일란 노엘
- 렉스 스콧 데이비스
- 저반 웨이드

- 패치 다라
- 머리사 토메이
- 로런 벨레스
- 모 맥레이
- 스티브 해리스
- 차이나 레인
- 멜로니 디애즈
- 러비 트란
- 디자이너

## 기타
- 총괄프로듀서: 저넷 볼터노
- 총괄프로듀서: 쿠퍼 새뮤얼슨